# パールシティ (ハワイ州)

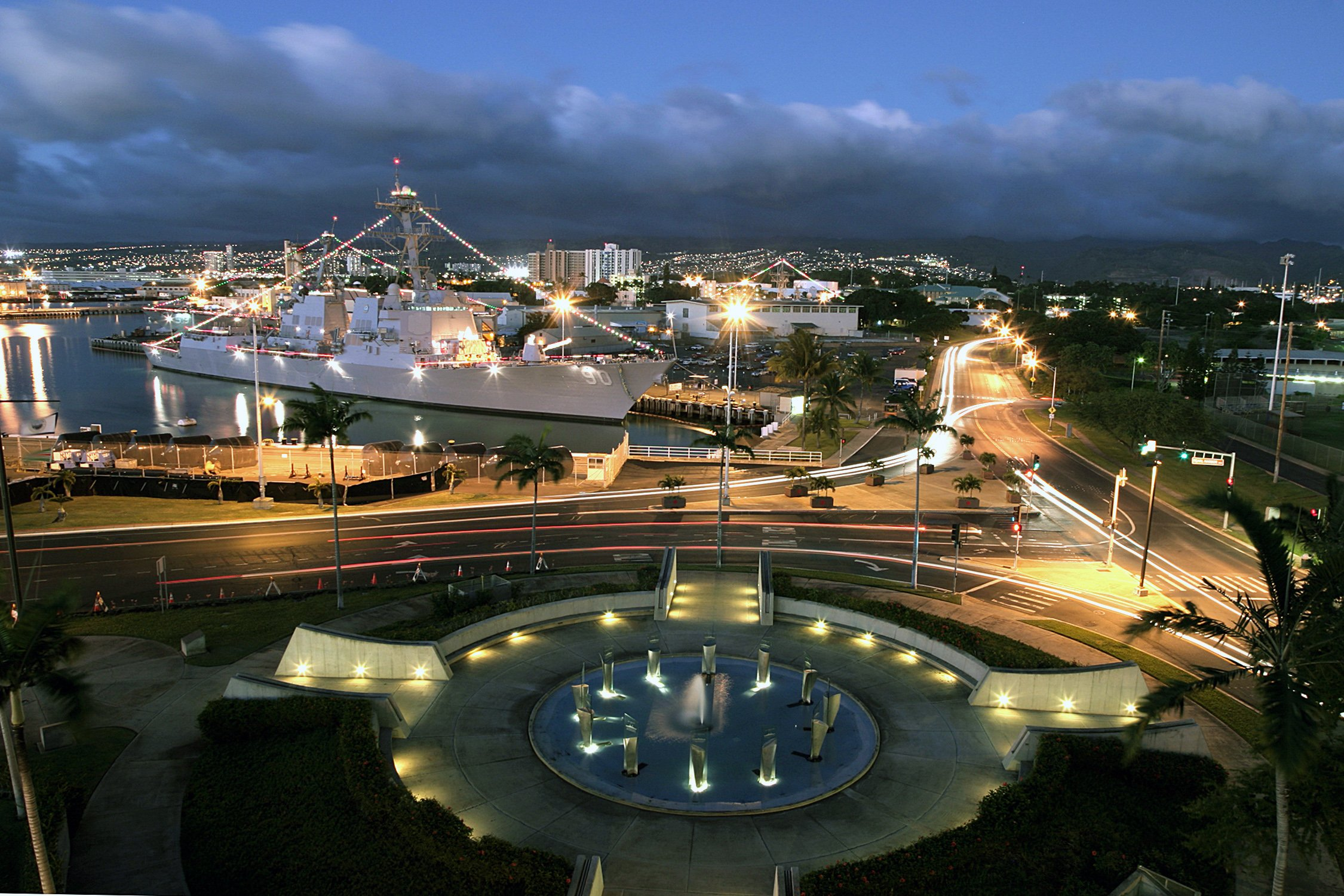
パールハーバー

パールシティ

パールシティ（Pearl City）は、アメリカ合衆国ハワイ州ホノルル郡の都市。

## 概要
第二次世界大戦の太平洋戦争において、1941年(昭和16年)12月8日の「真珠湾攻撃」で知られる真珠湾がある街である。人口は4万5295人（2020年）。ホノルルとアメリカ海軍基地のベッドタウン的存在であり、住人向けの大きなショッピングモールなどがある。

## 地理

### 地勢
アメリカ国税調査局によれば、総面積15.0km²で、うち陸地が12.9 km²である。真珠湾の北岸沿いに位置する。座標は北緯21度24分30秒 西経157度58分1秒 / 北緯21.40833度 西経157.96694度 

## 観光

### 名所･旧跡
文化施設
- パールハーバー - 第二次世界大戦の緒戦となった真珠湾攻撃で知られる港で、現在は観光地として整備されている。
  - USSアリゾナ記念館
  - USSボーフィン潜水艦博物館
  - 戦艦ミズーリ号記念館

### 観光スポット
公園
- ワイマノ・トレイル

全長7.2マイルの自然歩道で、ワイマノ・ループ・トレイル、ワイマノ・リッジ・トレイルの2つのコースがある。